# Пон-Скорф
Пон-Скорф (фр. Pont-Scorff) — коммуна на северо-западе Франции, находится в регионе Бретань, департамент Морбиан, округ Лорьян, кантон Гидель. Расположена в 12 км к северу от Лорьяна, в 8 км от национальной автомагистрали N165. Через территорию коммуны протекает река Скорф.
Население (2019) — 3 844 человека.

## Достопримечательности
- Зоопарк Пор-Скорф-Лорьян, содержащий около 600 животных на площади 14 гектаров
- Особняк принцев де Роган, сейчас — здание мэрии
- Приходская церковь Сердца Христова (Сакре-Кёр)
- Часовня Святого Серватия XVI века

## Экономика
Структура занятости населения:
- сельское хозяйство — 5,1 %
- промышленность — 21,7 %
- строительство — 3,5 %
- торговля, транспорт и сфера услуг — 41,7 %
- государственные и муниципальные службы — 28,0 %

Уровень безработицы (2018) — 8,5 % (Франция в целом —  13,4 %, департамент Морбиан — 12,1 %). 

Среднегодовой доход на 1 человека, евро (2018) — 22 620 (Франция в целом — 21 730, департамент Морбиан — 21 830).

## Демография
Динамика численности населения, чел.

## Администрация
Пост мэра Пон-Скорфа с 1989 года занимает член партии Республиканцы  Пьеррик Неваннен (Pierrik Névannen). На муниципальных выборах 2020 года возглавляемый им правоцентристский блок победил в 1-м туре, получив 61,96 % голосов.
| Период | Период | Фамилия              | Партия                                                                 | Примечания                                               |
| ------ | ------ | -------------------- | ---------------------------------------------------------------------- | -------------------------------------------------------- |
| 1963   | 1971   | Габриэль Ле Монтанье |                                                                        |                                                          |
| 1971   | 1977   | Этьен Ле Гоф         |                                                                        |                                                          |
| 1977   | 1983   | Пьер Куэдель         |                                                                        |                                                          |
| 1983   | 1989   | Ален Кормере         | Объединение в поддержку Республики                                     | врач-реабилитолог, член Генерального совета департамента |
| 1989   |        | Пьеррик Неваннен     | Союз за французскую демократию Союз за народное движение Республиканцы | фермер, вице-президент Генерального совета департамента  |

## Галерея

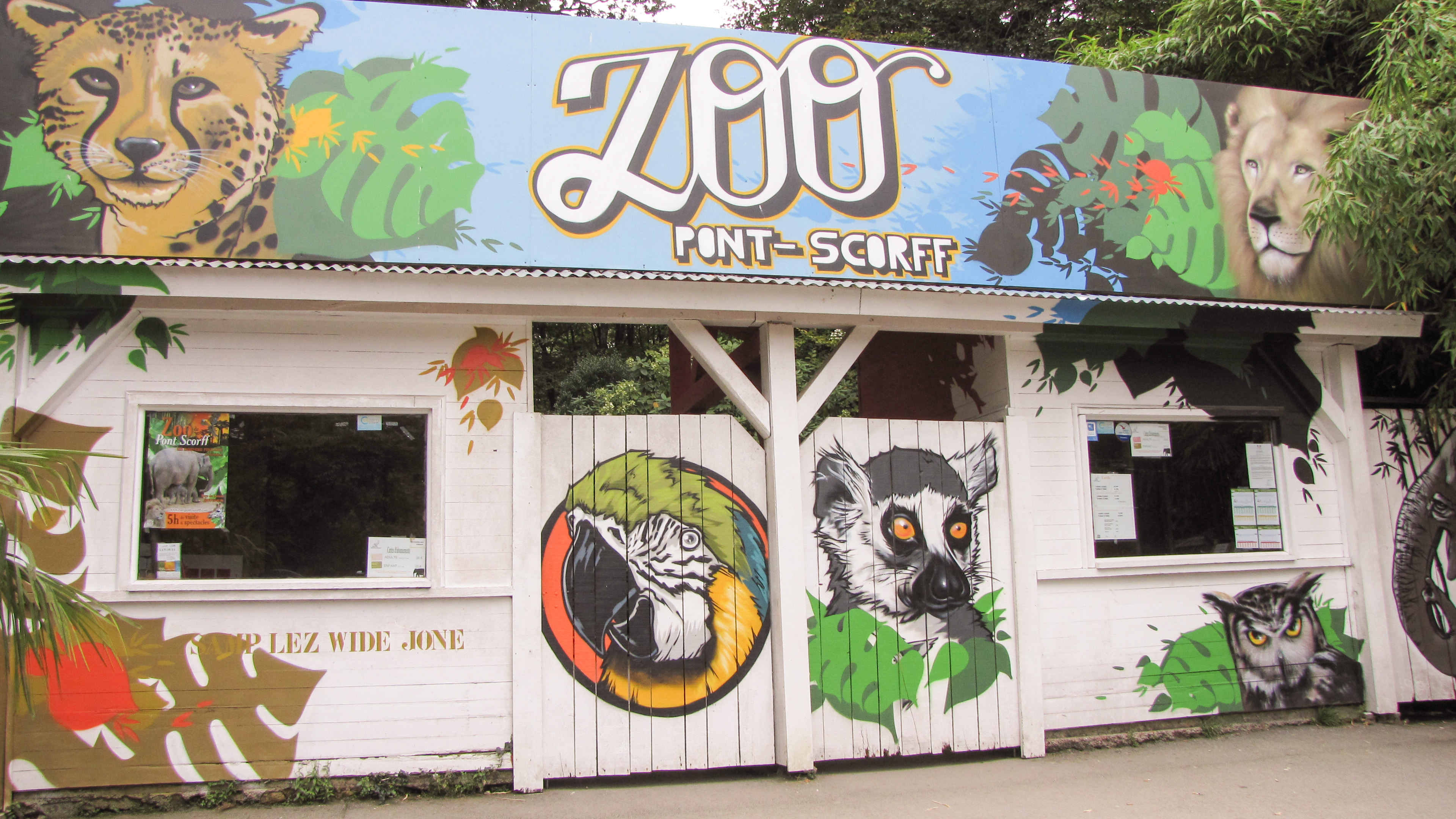
Зоопарк
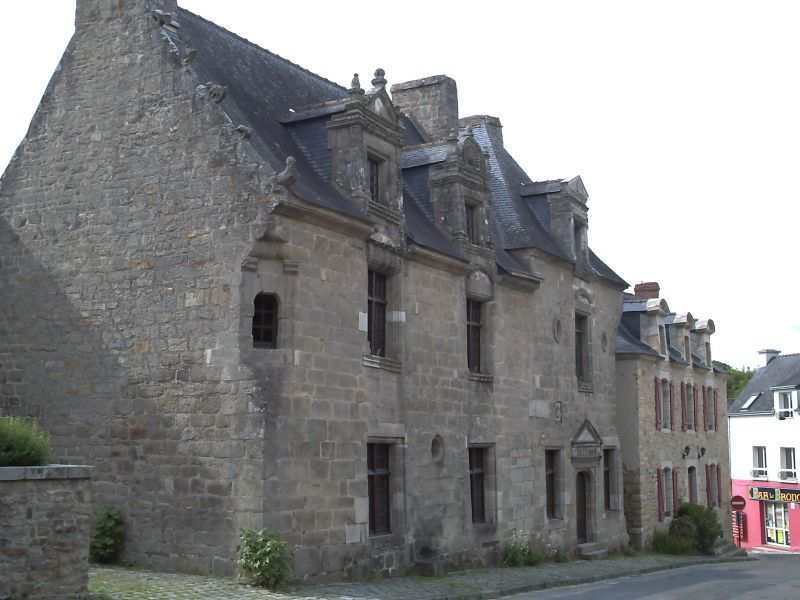
Особняк принцев де Роган